# Lukačovce
Lukačovce (ungarisch Lukácsi – bis 1907 Lukasóc) ist eine Gemeinde im Osten der Slowakei mit 443 Einwohnern (Stand: 31. Dezember 2024), die zum Okres Humenné, einem Kreis des Prešovský kraj, gehört. Sie ist Teil der traditionellen Landschaft Zemplín.

## Geographie
Die Gemeinde befindet sich am Südteil der Niederen Beskiden im Bergland Ondavská vrchovina, im Tal der Oľka im Einzugsgebiet der Ondava. Das Ortszentrum liegt auf einer Höhe von 165 m n.m. und ist 17 Kilometer von Humenné entfernt.
Nachbargemeinden sind Košarovce im Westen, Nordwesten und Norden, Jankovce im Norden, Černina im Nordosten, Víťazovce im Osten und Südosten, Karná und Jasenovce im Süden und Girovce im Südwesten.

## Geschichte

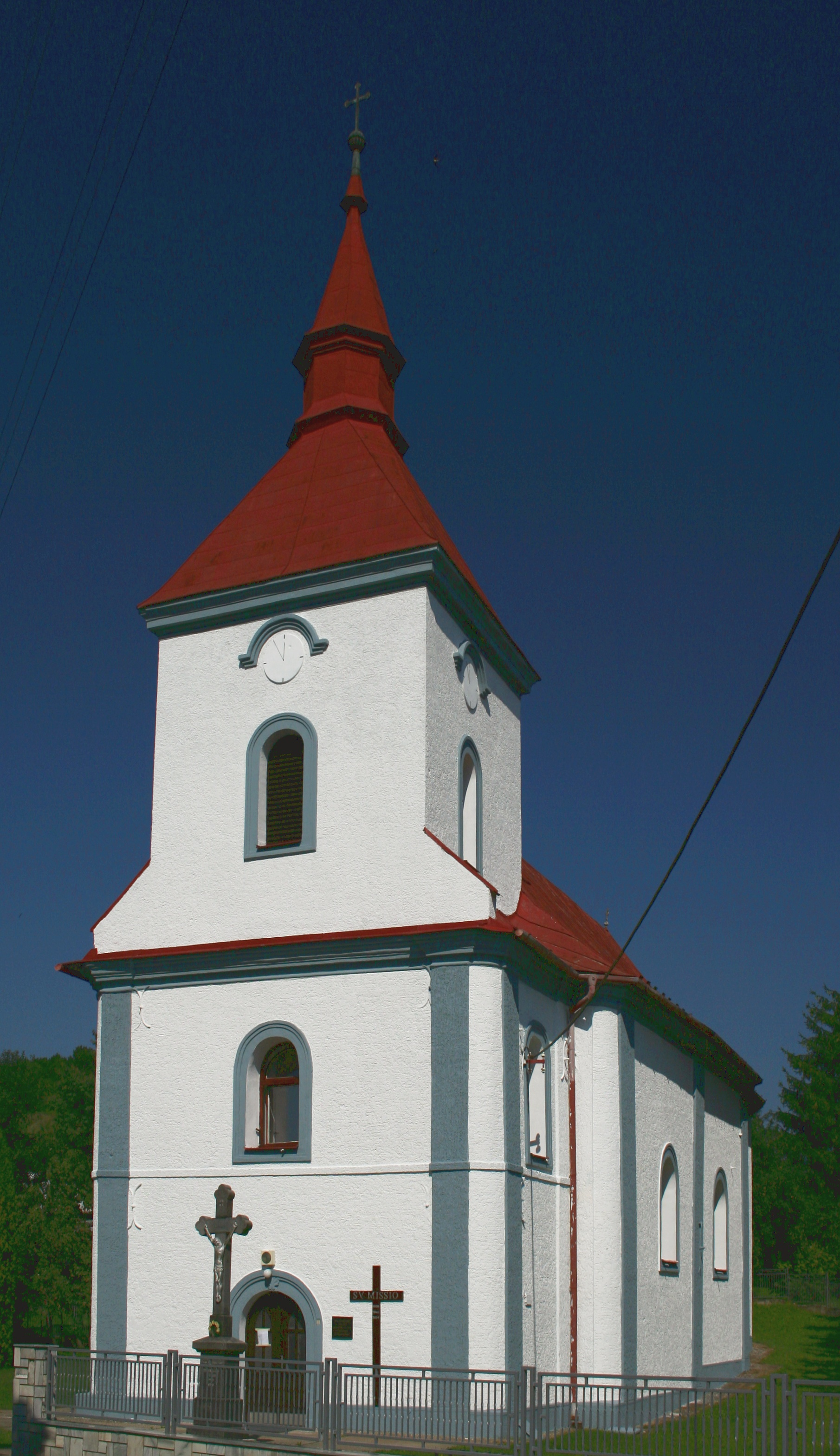
Kirche im Ort

Lukačovce wurde zum ersten Mal 1543 als Luka, Lukachoc schriftlich erwähnt, weitere historische Bezeichnungen sind unter anderen Lukacžocz (1773) und Lukáčowce (1808). Das Dorf war zuerst Teil des Herrschaftsgebiets von Humenné, im 17. und 18. Jahrhundert war es Besitz der Familie Csáky, im 19. Jahrhundert der Familien Mariássy und Okolicsányi. 1557 wurden vier Porta verzeichnet, 1715 gab es 10 verlassene und sieben bewohnte Haushalte. 1787 hatte die Ortschaft 40 Häuser und 306 Einwohner, 1828 zählte man 37 Häuser und 289 Einwohner, die als Holzfäller und Landwirte tätig waren.
Bis 1918 gehörte der im Komitat Semplin liegende Ort zum Königreich Ungarn und kam danach zur Tschechoslowakei beziehungsweise heute Slowakei. In der Zeit der ersten tschechoslowakischen Republik war Lukačovce ein landwirtschaftlich geprägtes Dorf. Am 21. November 1944 verbrannten hier NS-deutsche Truppen eine Familie aus dem Nachbarort Košarovce und setzten  danach das ganze Dorf wegen Partisanenaktivität in Brand. Nach dem Zweiten Weltkrieg wurde die örtliche Einheitliche landwirtschaftliche Genossenschaft (Abk. JRD) im Jahr 1952 (1953 wieder aufgelöst) und erneut 1956 gegründet, ein Teil der Einwohner pendelte zur Arbeit nach Humenné.

## Bevölkerung
| Jahr                | 1994 | 2004    | 2014    | 2024    |
| ------------------- | ---- | ------- | ------- | ------- |
| Anzahl der Personen | 502  | 507     | 465     | 443     |
| Unterschied         |      | +0,99 % | −8,28 % | −4,73 % |

| Jahr                | 2023 | 2024    |
| ------------------- | ---- | ------- |
| Anzahl der Personen | 450  | 443     |
| Unterschied         |      | −1,55 % |

Nach der Volkszählung 2011 wohnten in Lukačovce 484 Einwohner, davon 465 Slowaken, vier Ukrainer, jeweils zwei Russinen und Tschechen und ein Pole. Ein Einwohner gab eine andere Ethnie an und neun Einwohner machten keine Angabe zur Ethnie.
460 Einwohner bekannten sich zur römisch-katholischen Kirche und 10 Einwohner zur griechisch-katholischen Kirche. Vier Einwohner waren konfessionslos und bei 10 Einwohnern wurde die Konfession nicht ermittelt.

## Bauwerke und Denkmäler
- römisch-katholische Kirche Verklärung des Herrn im Spätbarockstil aus dem Jahr 1765[6]

## Verkehr
Durch Lukačovce führt die Cesta III. triedy 3826 („Straße 3. Ordnung“) von Humenné und Ohradzany heraus und weiter nach Košarovce (Anschluss an die Cesta II. triedy 554 („Straße 2. Ordnung“)). Der nächste Bahnanschluss ist in Humenné an den Bahnstrecken Michaľany–Łupków und Humenné–Stakčín.